# Keita Nakamura
Keitaro Nakamura (jap. 中村 K太郎 Nakamura Keita; ur. 22 maja 1984 w Tokio) – japoński zawodnik mieszanych sztuk walki. Były mistrz Shooto w wadze średniej (2006), World Victory Road w wadze półśredniej (2010) oraz DEEP w wadze półśredniej (2015). Aktualnie związany z UFC.

## Kariera MMA
W MMA zadebiutował 12 października 2003 nokautując Tomohito Tanizakiego. 8 kwietnia 2004 pokonał na punkty Daisuke Nakamurę. 21 lipca 2006 zdobył tytuł mistrza Shooto (strefy pacyficznej) w wadze średniej pokonując przed czasem Hawajczyka Ronalda Jhuna. Będąc niepokonanym od swojego debiutu (rekord 15-0-2) pod koniec 2006 roku podpisał kontrakt z Ultimate Fighting Championship. W debiucie (13 grudnia) uległ Brockowi Larsonowi na punkty. Do 2008 stoczył jeszcze dwa przegrane pojedynki po czym został z niej zwolniony.
W czerwcu 2010 wziął udział w turnieju World Victory Road Sengoku Grand Prix. Do końca roku stoczył trzy zwycięskie pojedynki, wygrywając cały turniej (w finale poddając Yasubeya Enomoto) i zdobywając tym samym mistrzostwo Sengoku w wadze półśredniej (-77 kg). Tytułu nie zdołał obronić gdyż na początku 2011 WVR zbankrutowało i zaprzestało działalności.
W latach 2011–2015 walczył głównie na krajowych galach Shooto, Vale Tudo Japan oraz DEEP – w tym ostatnim 20 lipca 2015 zdobył tytuł mistrza w wadze półśredniej odbierając go Yucie Watanabe. Krótko po tym ponownie został zakontraktowany w UFC. 26 września 2015 wygrał swój pierwszy pojedynek w organizacji poddając Li Jinglianga w 3. rundzie.

## Osiągnięcia

### Mieszane sztuki walki
- 2006: Mistrz Shooto strefy pacyficznej w wadze średniej
- 2010: World Victory Road Sengoku Grand Prix – 1. miejsce w turnieju wagi półśredniej (-77 kg)
- 2010–2011: Mistrz World Victory Road Sengoku w wadze półśredniej
- 2015: Mistrz DEEP w wadze półśredniej